# ミナミト
ミナミトは日本の漫画家。沖縄県南城市出身・在住。2017年に『まんがタイムきらら』の読み切り作品『きらぼし！』でデビュー。

## 作品リスト
連載
- 海色マーチ（『まんがタイムきらら』2018年9月号[2][3]-2020年7月号[4][5]）
- ほぐして、癒衣さん。（『まんがタイムきらら』2021年7月号[6]-2024年12月号[7]）
- いっつも塩対応な幼なじみだけど、俺に片想いしているのがバレバレでかわいい。（原作:六升六太郎）（コミックファイア2021年12月[8]-2024年8月）

読み切り
- きらぼし!（『まんがタイムきらら』2017年3月号、4月号、6月号）
- されど蜜月（『まんがタイムきらら』2017年10月号、11月号）
- なーんもうまくいかん！(『まんがタイムきらら』2025年9月号[9][10])
- 暴走!?サキュバスせんぱい（『COMIC MeDu』5月[11]）
- 少女終末旅行アンソロジー2（KADOKAWA）-寄稿[12]
- 百合ドリル 沼編（KADOKAWA）-寄稿[13]
- 双子の女の子を“わからせる”アンソロジー(KADOKAWA)-寄稿[14]
- お兄ちゃんはおしまい!公式アンソロジー2（一迅社）-寄稿[15]

書籍
- 『海色マーチ』、芳文社〈まんがタイムKRコミックス〉2018年-2020年、全2巻[16]
  - 2019年9月27日発売ISBN 978-4-8322-7122-7
  - 2020年8月27日発売ISBN 978-4-8322-7210-1
- 『ほぐして、癒衣さん。』（芳文社）〈まんがタイムKRコミックス〉2021年-2024年 全3巻[17]
  - 2022年8月26日発売ISBN 978-4-8322-7392-4
  - 2023年10月27日発売ISBN 978-4-8322-7498-3
  - 2024年12月25日発売ISBN 978-4-8322-9597-1
- 『いっつも塩対応な幼なじみだけど、俺に片想いしているのがバレバレでかわいい。』〈ホビージャパン〉2022年-2024年　全3巻
  - 2022年9月1日発売ISBN 978-4-7986-2923-0
  - 2023年3月1日発売ISBN 978-4-7986-3102-8
  - 2024年11月1日発売ISBN 978-4-7986-3665-8

その他
- パペットカルテットキービジュアル作成[18]
- ゆるかみ-キャラクターデザイン[19]
- カルチョファンタジスタ-キャラクターデザイン[19]
- チルタイム〜ゆるうと美容室でひと休み〜【cv.立花日菜】-キャラクターデザイン[20]